# Banchus rufescens
Banchus rufescens là một loài tò vò trong họ Ichneumonidae.